# Constitución de Honduras de 1848
La Constitución de Honduras de 1848 fue la tercera constitución del país. Se promulgó en la entonces ciudad capital de Comayagua, el 5 de febrero de 1848, durante el gobierno constitucional del licenciado don Juan Lindo; quien para su redacción llegó a convocar hasta una tercera Asamblea Nacional Constituyente, que inició funciones el 11 de diciembre de 1847. Fue una de las más restrictivas del siglo XIX, estableciendo requisitos económicos para optar a los principales cargos públicos. 
Lindo consideró que el periodo presidencial de dos años que estipulaba la Constitución de 1839 era demasiado corto, de modo que en la nueva constitución lo aumentó a 4 años, siendo Lindo escogido para un nuevo periodo presidencial que concluyó en 1852. La constitución creó además la figura del vicepresidente, escogiéndose para el cargo al licenciado Felipe Bustillo. Instauró un sistema legislativo bicameral y distritos electorales para la elección de diputados.

## Asamblea Constituyente
Los representantes de la Asamblea Constituyente fueron:
| 1. José Francisco Zelaya y Ayes | Diputado presidente              |
| 2. Hipólito Casiano Flores      | Diputado vicepresidente          |
| 3. Joaquín Meza                 | Diputado por Comayagua           |
| 4. Carlos Herrera               | Diputado por Olancho             |
| 5. Bernardo Inestroza           | Diputado suplente por Choluteca  |
| 6. Juan López                   | Diputado por Choluteca           |
| 7. Anacleto Madriz              | Diputado suplente por Choluteca  |
| 8. Florencio Xatruch            | Diputado por Gracias             |
| 9. José Gregorio García         | Diputado por Santa Bárbara       |
| 10. José de Zelaya              | Diputado por Gracias             |
| 11. Pedro P. Chávez             | Diputado por Comayagua           |
| 12. Cornelio Lazo               | Diputado por Olancho             |
| 13. Saturnino Bográn            | Diputado por Santa Bárbara       |
| 14. Tomas Soto                  | Diputado por Tegucigalpa         |
| 15. Francisco Gómez             | Diputado por Comayagua           |
| 16. Francisco Medina            | Diputado por Olancho             |
| 17. Manuel Leiva                | Secretario, diputado por Gracias |

## Contenido
La Constitución estaba estructurada de la siguiente manera:
PREÁMBULO:
En el nombre del Ser Eterno, autor omnipotente y legislador supremo del universo. 
La Asamblea Constituyente del pueblo de Honduras reunida con el importante objeto de promover y garantizar su bienestar y buena administración, asegurando en sólidos principios sus sagrados derechos, y consultando para ello las buenas lecciones que suministra la experiencia; ha venido a decretar y sancionar la siguiente: Constitución Política del Estado de Honduras.
Capítulo I. Del Estado, de sus derechos y obligaciones
Capítulo II. Del territorio
Capítulo III. De los hondureños y ciudadanos
Capítulo IV. Del Gobierno y de la religión
Capítulo V. De las elecciones
Capítulo VI. De la organización del Poder Legislativo
Capítulo VII. De las facultades comunes a las dos Cámaras
Capítulo VIII. De las atribuciones del Poder Legislativo
Capítulo IX. De la formación de las leyes y de su sanción
Capítulo X. Del Poder Ejecutivo y de los Ministros del Despacho
Capítulo XI. De las atribuciones del Poder Ejecutivo
Capítulo XII. Del Consejo del Estado
Capítulo XIII. Del Poder Judicial
Capítulo XIV. De los jueces inferiores
Capítulo XV. De la Administración de Justicia en lo criminal
Capítulo XVI. De la responsabilidad y modo de proceder de las supremas autoridades
Capítulo XVII. Del Tesoro Público
Capítulo XVIII. Del Gobierno político de los Departamentos y del Régimen Municipal
Capítulo XIX. De la manera en que debe reformarse esta Constitución
Capítulo XX. Declaración de los derechos, deberes y garantías del pueblo y de los hondureños en particular
Con la nueva constitución la forma de gobierno se tornó republicana, popular, representativa y se ejercía por 3 poderes distintos: Legislativo, Ejecutivo y Judicial; el primero ejercido por el Cuerpo Representativo, el segundo por un presidente y el tercero por la Corte Suprema de Justicia y juzgados inferiores. El Cuerpo Representativo constaba de dos cámaras: la cámara de diputados y otra de senadores, las cuales eran independientes entre sí. El Poder Ejecutivo lo ejercía un presidente de Estado nombrado directamente por los ciudadanos de Honduras, que debía resultar electo por mayoría absoluta de votos, de lo contrario las cámaras reunidas en Asamblea General lo elegirían entre los dos o más que hayan obtenido mayoría de votos. El Tribunal Supremo de Justicia se dividía en dos secciones, una en Comayagua y otra en Tegucigalpa, cada una de 3 Magistrados propietarios, y dos suplentes que elegiría la Asamblea General. La duración del período presidencial se extendió a 4 años, con reelección por una sola vez sin intervalo de tiempo. El presidente ejercería también la Comandancia General de las Armas. Surgió además la figura del vicepresidente, el cual era escogido por la Cámara Baja. 
La Constitución fue una de las más restrictivas decretadas en Honduras durante el siglo XIX: elevó a 21 años la edad necesaria para la obtención de la ciudadanía y exigía que los que desearan gozar de ese derecho fueran padres de familia y supieran leer y escribir, o fueran licenciados en cualquiera de las ‘facultades mayores’. Establecía que para optar al cargo de presidente se requería «ser dueño de un capital que no baje de cinco mil pesos», y de mil pesos en el caso de los ministros; para ser senador «ser dueño de un capital libre que no baje de mil pesos, o ser licenciado en cualquiera de las facultades mayores»; y para ser jefe político de un departamento, un capital mínimo de 500 pesos. En el caso de los magistrados de la Corte o jueces de primera instancia no era indispensable poseer un capital mínimo, pero sí era una opción para obtener el cargo, en suma a ser padre de familia.
En esta Constitución se prohibió la pena de muerte, con excepciones; los juicios civiles o sobre injurias no podían establecerse «sin hacer constar que se ha intentado antes el medio de conciliación», y no podía haber 2 juicios por un mismo delito. Se dividía el territorio hondureño en distritos electorales de 15,000 habitantes con el fin de elegir a un diputado propietario y un suplente en cada uno de ellos. Se oficializaba la religión católica como la religión del Estado, «con exclusión del ejercicio público de cualquiera otra» pero sin obstaculizar el ejercicio privado de estas; mandando a los altos poderes a proteger esta religión «con leyes sabias».

## Referencia
1. 1 2  Barahona, Rubén. Breve historia de Honduras (1956). Página 123.